# Vuolleluoppal
Vuolleluoppal är en sjö i Jokkmokks kommun i Lappland och ingår i Luleälvens huvudavrinningsområde. Sjön har en area på 0,642 kvadratkilometer och ligger 282,2 meter över havet. Sjön avvattnas av vattendraget Nautasätno (Nautasjåkkå).

## Delavrinningsområde
Vuolleluoppal ingår i det delavrinningsområde (741451-165449) som SMHI kallar för Utloppet av Vuolleluoppal. Medelhöjden är 329 meter över havet och ytan är 26,11 kvadratkilometer. Räknas de 31 avrinningsområdena uppströms in blir den ackumulerade arean 770,19 kvadratkilometer. Nautasätno (Nautasjåkkå) som avvattnar avrinningsområdet har biflödesordning 3, vilket innebär att vattnet flödar genom totalt 3 vattendrag innan det når havet efter 220 kilometer. Avrinningsområdet består mestadels av skog (74 procent) och sankmarker (13 procent). Avrinningsområdet har 0,88 kvadratkilometer vattenytor vilket ger det en sjöprocent på 4,5 procent.